# 耿紹忠
耿绍忠，辽朝官员，祖籍易州，耿崇美的儿子。
耿绍忠在统和四年（986年），官至同州节度使，同州在西楼南数百里，扈从辽圣宗至饶乐河，听说北宋的军队前来，被派遣为蔚州监城使，当时左右都押衙李存璋、许彦钦等人杀死节度使萧啜里和守城士卒一千人，以城归附宋朝，耿绍忠也被擒。